# Callyspongia multiformis
Callyspongia multiformis är en svampdjursart som först beskrevs av Gustavo Pulitzer-Finali 1986.  Callyspongia multiformis ingår i släktet Callyspongia och familjen Callyspongiidae.
Artens utbredningsområde är Puerto Rico. Inga underarter finns listade i Catalogue of Life.